# Mustelus minicanis
Mustelus minicanis es un tiburón de la familia Triakidae, que habita en las plataformas continentales del Atlántico tropical centrooccidental, frente a las costas de Colombia y Venezuela, entre los 70 y los 180 m de profundidad. Su longitud máxima es de 48 cm.
Su reproducción es ovovivípara.